# Jan Merlini
Jan Merlini CPPS (ur. 28 sierpnia 1795 w Spoleto, zm. 12 stycznia 1873 w Rzymie) – włoski duchowny, błogosławiony Kościoła katolickiego, prezbiter.

## Życiorys
Przyszedł na świat w bardzo religijnej rodzinie. Gdy poczuł powołanie do życia zakonnego, wstąpił do seminarium duchownego i po kilku latach otrzymał święcenia kapłańskie. 28 grudnia 1837 był obecny przy śmierci Kaspra del Bufalo, założyciela Misjonarzy Krwi Chrystusa. Zmarł mając 78 lat w opinii świętości.
Uważany za najwybitniejszego współpracownika św. Kaspra, prowadził zgromadzenie od 26 sierpnia 1847.
23 maja 2024 papież Franciszek podpisał dekret uznający cud za wstawiennictwem Sługi Bożego Jana Merliniego, co otworzyło drogę do jego beatyfikacji i ogłoszenia go błogosławionym. Jego beatyfikacja odbyła się 12 stycznia 2025 w bazylice św. Jana na Lateranie, a uroczystości przewodniczył kard. Marcello Semeraro, prefekt dykasterii do spraw kaninizacyjnych – w imieniu papieża Franciszka.